# KFC Uerdingen 05
A KFC Uerdingen 05 ötödosztályú labdarúgócsapat Krefeld város Uerdingen kerületében, Németországban.

## Játékosok
2016. július 25.
| #  |     | Poszt | Név                |
| -- | --- | ----- | ------------------ |
| 1  | GER | K     | Maurice Schumacher |
| 5  | GER | V     | Tanju Öztürk       |
| 6  | GER | KP    | Patrick Ellguth    |
| 7  | GER | CS    | Danny Rankl        |
| 8  | GER | KP    | Fabio Fahrian      |
| 9  | GER | CS    | Philipp Goris      |
| 10 | GER | KP    | Pascal Schmidt     |
| 11 | GER | V     | Vincent Wagner     |
| 12 | GER | K     | Jonas Eiker        |
| 13 | GER | KP    | Pascale Talarski   |
| 14 | GER | V     | Marvin Matten      |
| 16 | GER | CS    | Johannes Dörfler   |

| #  |     | Poszt | Név                |
| -- | --- | ----- | ------------------ |
| 17 | GER | V     | Sascha Tobor       |
| 18 | GER | KP    | Aleksandar Pranjes |
| 19 | GER | V     | Julian Gutkowski   |
| 20 | ENG | V     | Kris Thackray      |
| 21 | SRB | CS    | Denis Jovanovic    |
| 22 | GER | K     | Ahmet Taner        |
| 23 | GER | V     | Sebastian Hirsch   |
| 24 | GER | V     | Leon Binder        |
| 27 | GER | V     | Jerome Manca       |
| 31 | GHA | KP    | Charles Takyi      |
| 32 | GER | V     | Timo Achenbach     |

## Eredmények
- Német (DFB)-Kupa

Győztes (1): 1985
- Oberliga Niederrhein

Bajnok (2): 2010-11, 2012-13
- Lower Rhine Cup

Győztes (1): 2001
- Kupagyőztesek Európa Kupája Elődöntős (1): 1986